# Leave Out All the Rest
"Leave Out All the Rest" é uma canção da banda norte-americana Linkin Park. Em 2008, a música foi escolhida pela diretora do primeiro filme da Saga Crepúsculo, Catherine Hardwicke, para fazer parte da trilha sonora do filme. Um dos motivos da escolha é que a autora dos livros, Stephenie Meyer, declarou que as músicas da banda lhe serviam de inspiração.

## Posições
| Top (2008)                                   | Melhor Posição |
| -------------------------------------------- | -------------- |
| Estados Unidos - Billboard Hot 100           | 94             |
| Estados Unidos - Billboard Pop 100           | 69             |
| Estados Unidos - Billboard Hot Digital Songs | 70             |
| Europa - Eurochart Hot 100                   | 47             |
| Alemanha - Top 100                           | 15             |
| Nova Zelândia - Top 40                       | 38             |
| Austrália - Top 50                           | 24             |
| Reino Unido - UK Singles Chart               | 90             |
| Áustria - Top 75                             | 17             |
| Finlândia - Top 20                           | 19             |
| Portugal - Top 50                            | 21             |
| Eslováquia - Eslováquia Singles Chart        | 35             |
| Rússia - Rússia Rock Chart                   | 3              |
| Letônia - Top 50                             | 21             |
| Polónia - Top 50                             | 32             |
| Suíça - Top 100                              | 58             |
| Turquia - Top 20                             | 19             |